# Корпус логистики
Корпус логистики (ивр. חיל הלוגיסטיקה‎, до 2003 года: Корпус технического обслуживания, до 1975 года Корпус снабжения) — штабной корпус боевой поддержки под командованием Управления технологии и логистики Генштаба Армии обороны Израиля. Корпус централизует логистическую деятельность ЦАХАЛа, разделив её на 3 основные системы: систему снабжения (оборудование, боеприпасы, вода, топливо и продовольствие), систему передвижения и транспортировки (транспортный центр) и систему строительства.
Корпус был создан в ноябре 1975 года под названием «Корпус снабжения» и получил название «Корпус технического обслуживания» в рамках реорганизации ЦАХАЛа после войны Судного дня. В 2003 году корпус был переименован в «Корпус логистики». Корпус возглавляет офицер в звании «тат-алуф» (бригадный генерал), должность называется Главный офицер по логистике. Нынешний командующий корпусом — бригадный генерал Хаим Малки. На эту должность он был назначен 23 августа 2023 года.

## История корпуса

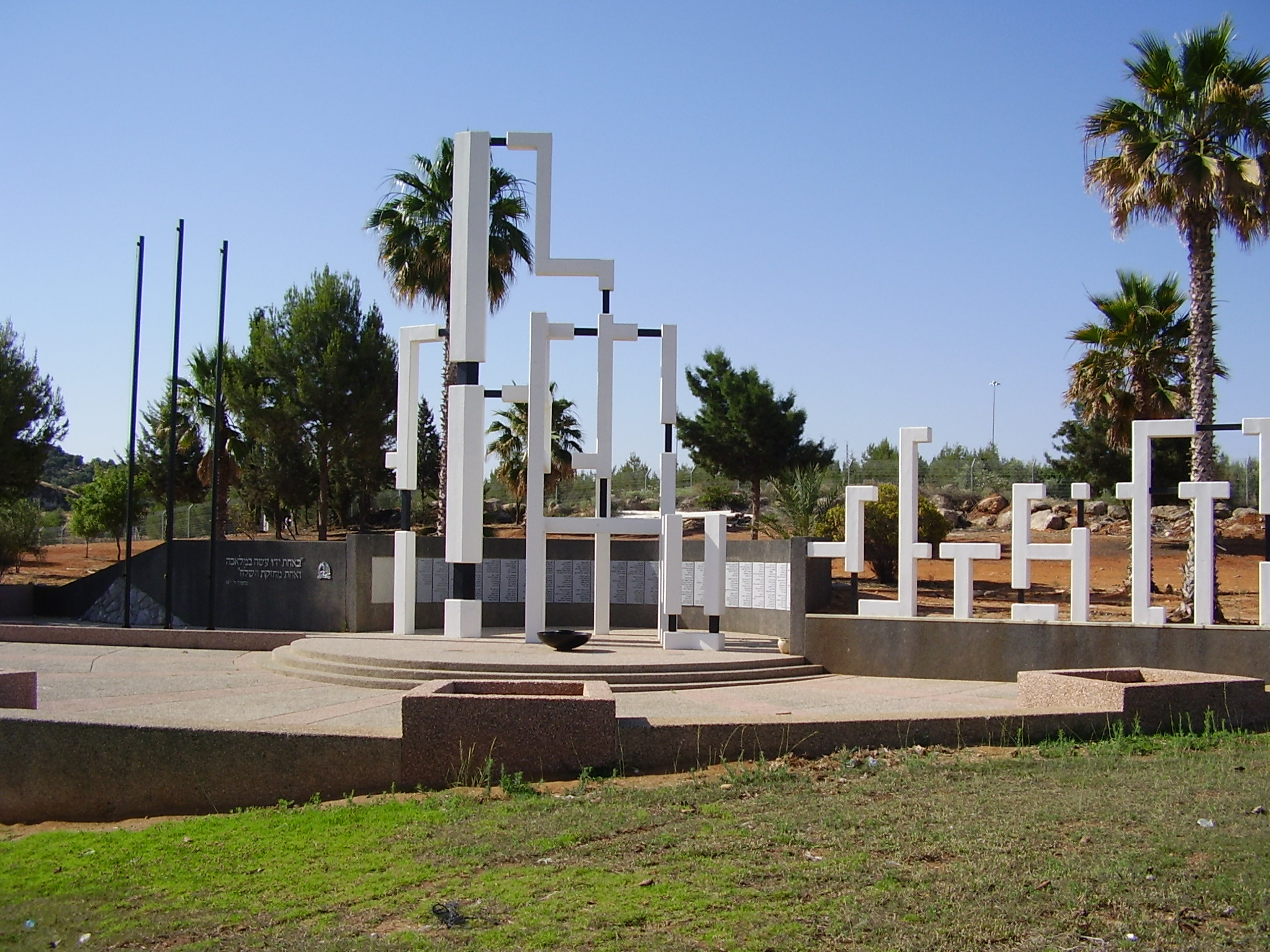
Мемориал погибших военнослужащих логистического корпуса недалеко от Тель-Хадида

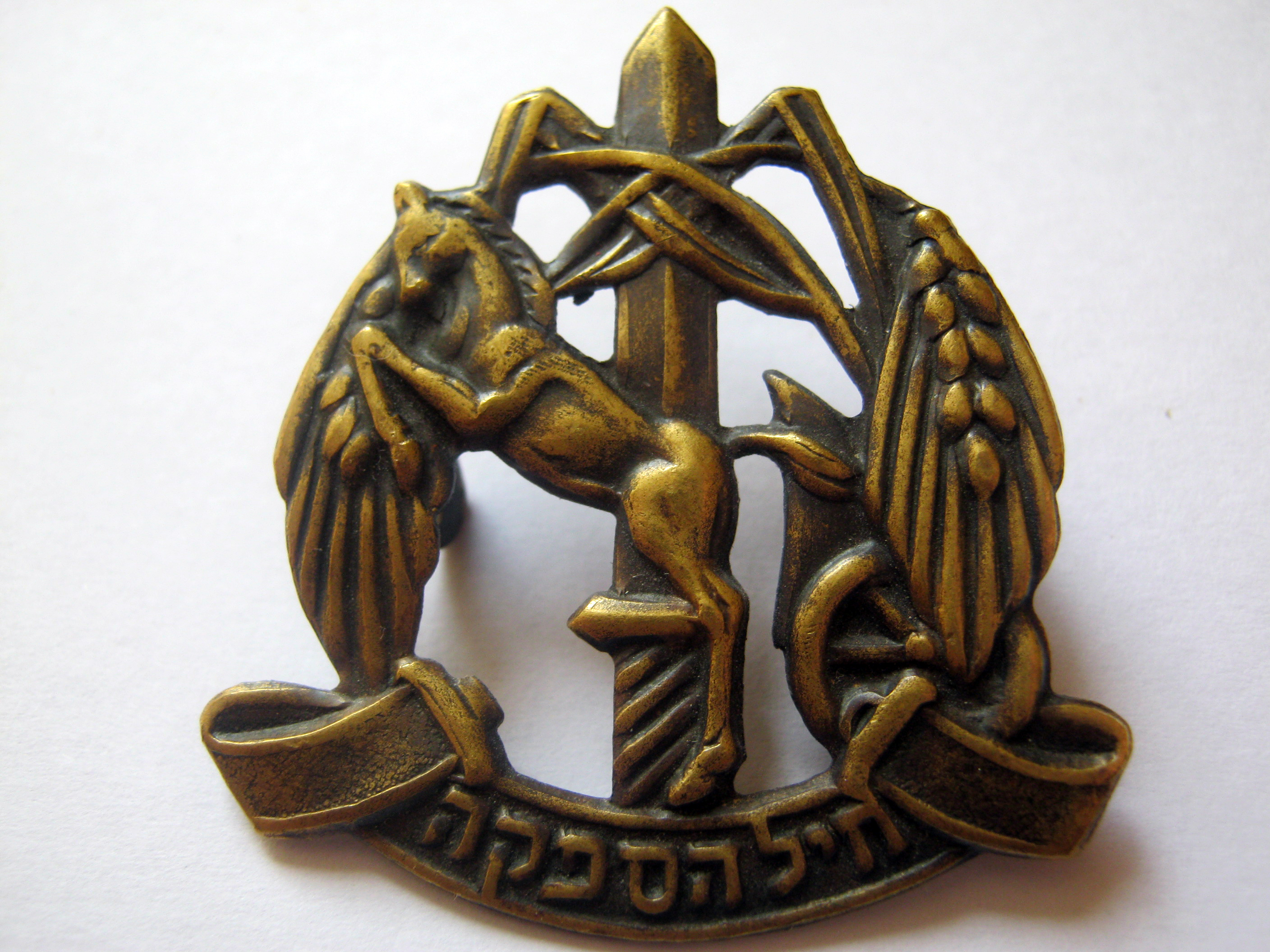
Знак для берета «Корпуса снабжения», прежнее название Корпуса логистики.

- Первым транспортным подразделением еврейского поселения стал батальон погонщиков мулов британской армии, созданный Джозефом Трумпельдором в 1915 году .
- Во время Второй мировой войны были созданы две еврейские транспортные компании (Еврейское транспортное подразделение, Яаль), и их члены также занимались организацией кораблей для эмиграции в Израиль.
- 1 мая 1943 года — Корабль «Эринфора», перевозивший на борту солдат 462-й транспортной роты, потоплен вблизи острова Мальта немецкими ВВС. В результате этого нападения 140 солдат роты утонули.
- Война за независимость (ноябрь 1947 — январь 1949). Разделение подразделения логистики на пять служб:
  - оборудование и снабжение
  - транспорт
  - хранилище
  - вооружение
  - ветеринарная служба

Отдел логистики управлял логистическими службами, которым было поручено централизованное приобретение логистических услуг для ЦАХАЛа, вдохновленное структурой британской армии. В июле 1948 года службы снабжения приняли главное участие в прорыве по Дерех-Бурме к осаждённому Иерусалиму. В конце войны службы тыла были разделены на три корпуса: «корпус снабжения и транспорта», «корпус вооружения и оборудования» и «технический корпус».
- 1949 год — перевод штаба корпуса снабжения из Генерального штаба в Црифин.
- 1950 год — расформирование корпуса вооружения и оборудования.
- 1951 год — корпус снабжения и транспорта разделился на корпус снабжения и транспортный корпус.
- 1952 год — перевод командования корпуса из Црифина в Тель-ха-Шомер.
- 1953 год — ответственность за транспорт возвращено обратно в корпус снабжения. «Корпус вооружения и оборудования» стал «корпусом вооружения».
- Операция Кадеш (октябрь 1956 года) — материально-техническое обеспечение провело масштабную и секретную операцию по закупкам из Франции, мобилизовав многие транспортные средства из гражданской экономики.
- 1966 год — проведена реформа логистической системы ЦАХАЛа, и было создано девять профессиональных центров, которые сосредоточили логистическую деятельность в ведении отдела логистики — центры оборудования, топлива, боеприпасов, транспорта, боевой техники, а также центры реабилитации и технического обслуживания.
- Шестидневная война (июнь 1967 года) — корпус снабжения мобилизовал множество транспортных средств, и создание логистических центров оказалось очень эффективным.
- Война на истощение (1968 — 1970) — корпус осуществлял снабжение постов линии Бар-Лева, которые подверглись сильному обстрелу, базы снабжения были созданы в Синае, а ответственность за строительство ЦАХАЛа перешла к отделу логистики.
- Война Судного дня (октябрь 1973 года) — логистические войска были интегрированы в боевые силы, были мобилизованы тяжелые машины, которые использовались для переброски войск между аренами боевых действий, и к западу от Суэцкого канала был построен ответвление центра снабжения.
- 2 ноября 1975 года — в рамках реорганизации армии обороны Израиля после войны Судного дня был сформирован корпус технического обслуживания, первым командиром которого был генерал-лейтенант Пинхас Лахав.
- 1978 год — учебная база корпуса, создана в Бахад 6.
- Первая ливанская война (1982 год) — воздушно-десантные поставки широко использовались из-за заторов на нескольких транспортных магистралях в Ливане.
- Период «полосы безопасности» в Ливане (1985-2000) — посты полосы охранялись строительным центром и инженерным корпусом. Логистический центр, созданный в полосе, управлял ливанскими водителями, которые доставляли товары на аванпосты. В 1999 году была проведена операция по защите дополнительных постов под руководством ливанского подрядчика и под наблюдением строительного центра. Некоторые укрепления были взорваны, когда полоса безопасности была покинута в мае 2000 года.
- Операция «Защитная стена» (2002 год) — созданы региональные центры снабжения, созданы центры содержания под стражей во всех территориальных подразделениях и создан командный центр содержания под стражей.
- В 2003 году корпус был переименован в корпус логистики.
- Вторая ливанская война (2006 год) — 12 солдат штабной роты 9255-го резервного батальона были убиты в одном из самых тяжелых событий войны и самых тяжелых событий корпуса.
- В период с 2006 по 2008 год, после организационных изменений, корпус вместе с корпусом вооружений был передан в ведение сухопутных войск. В 2008 году эти корпуса были возвращены в Управление технологии и логистики Генштаба.
- 2012 год — закрытие строительного центра, создание инженерно-строительного отдела в подчинении Министерства обороны и оставление строительных площадок в ведении отдела технологий и логистики/корпуса логистики.
- 1 января 2016 года Центр оборудования и Центр медицинского оборудования были объединены[2].
- В 2017 году глава Управления технологии и логистики принял решение о переходе топливного центра под управление корпуса логистики, что было осуществлено 1 января 2018 года.

## Значки подразделений

### Центры

Знак продовольственного центра
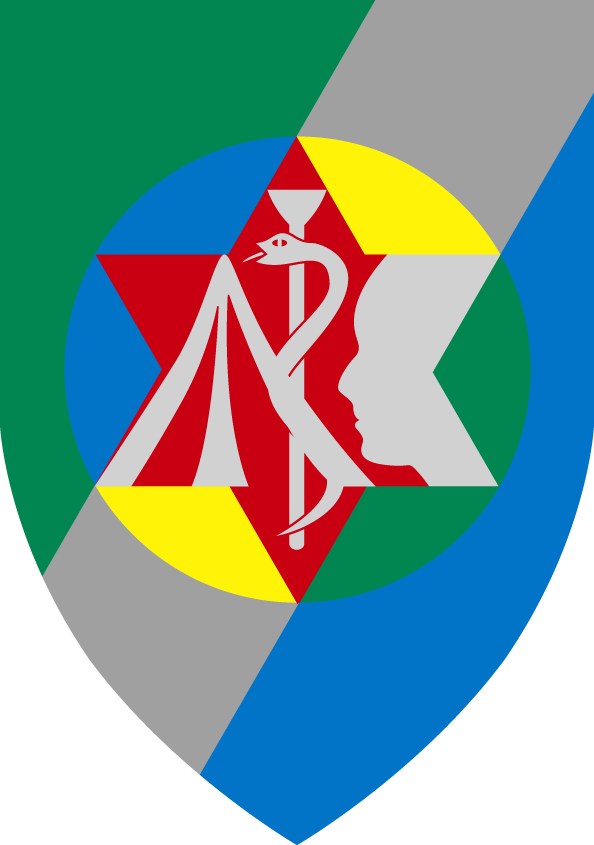
Знак центра оборудования
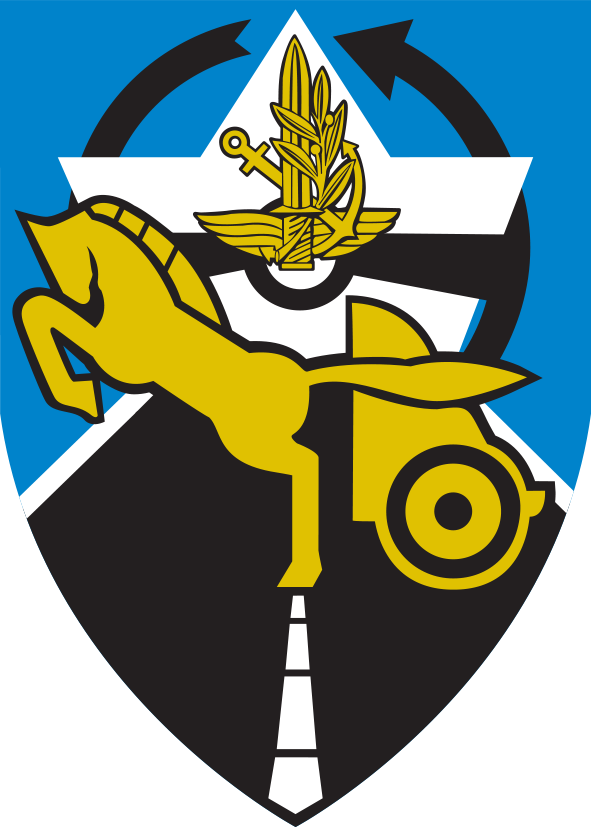
Знак центра доставки

### Территориальные отделы логистики

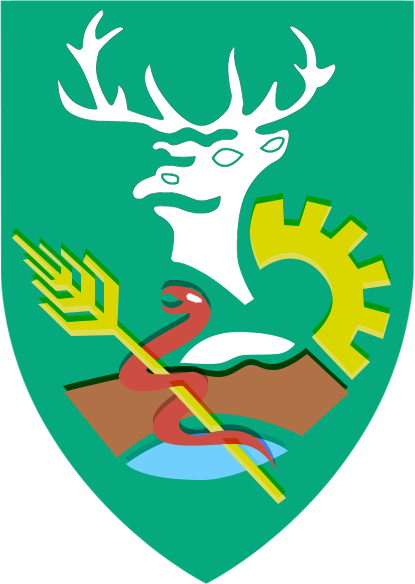
Знак Командования территориальной логистики
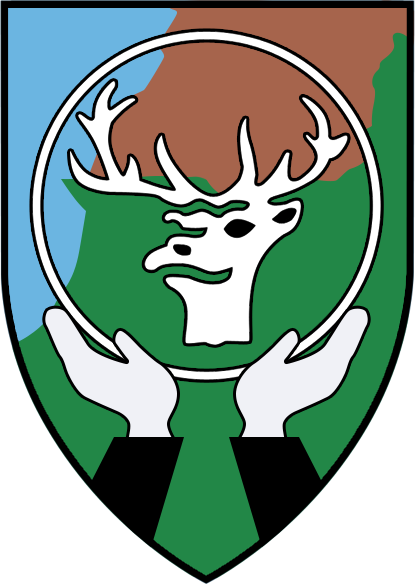
Знак отдела логистики Северного командования (Ливан).
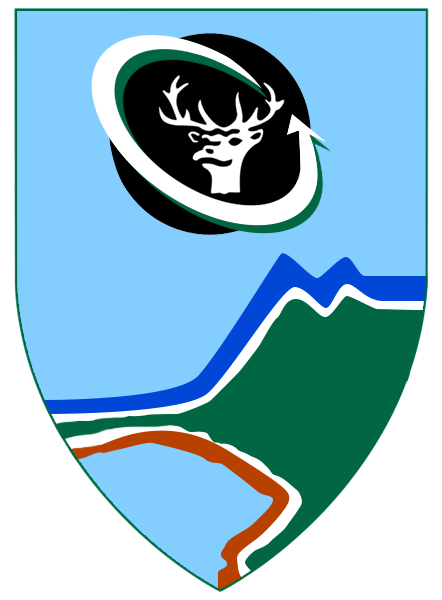
Знак отдела логистики Северного комнодования (Южные Голаны) - закрыт
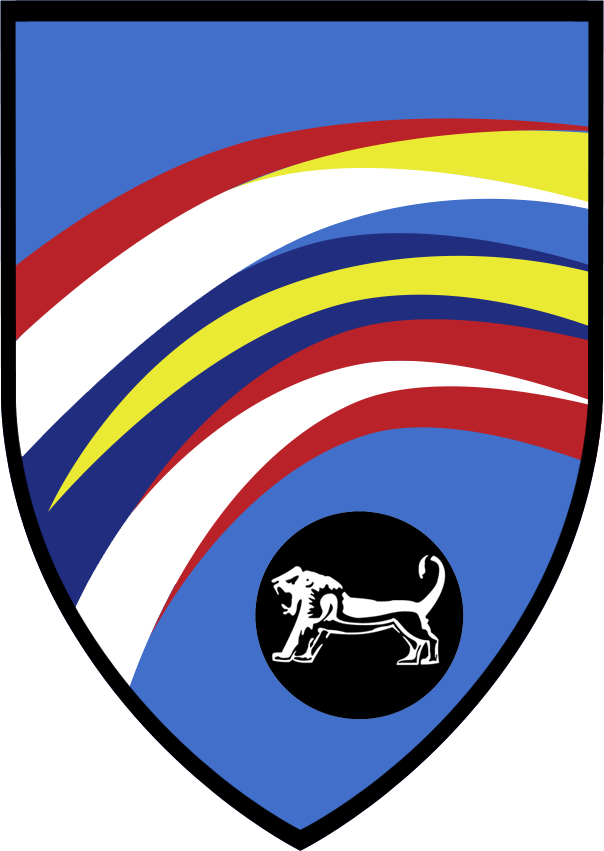
Знак отдела логистики 5004 Центрального командования
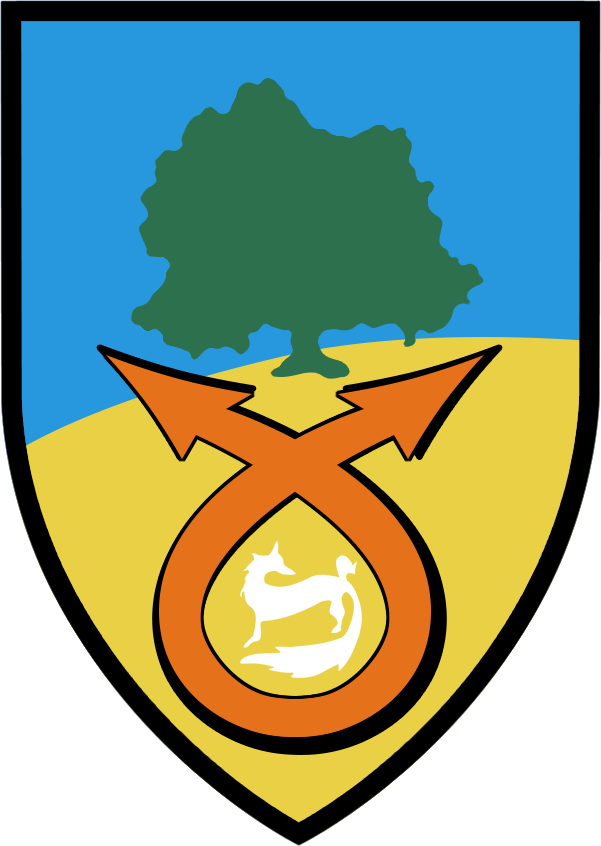
Знак отдела логистики Южного командования (Юго-Запад) - закрыт
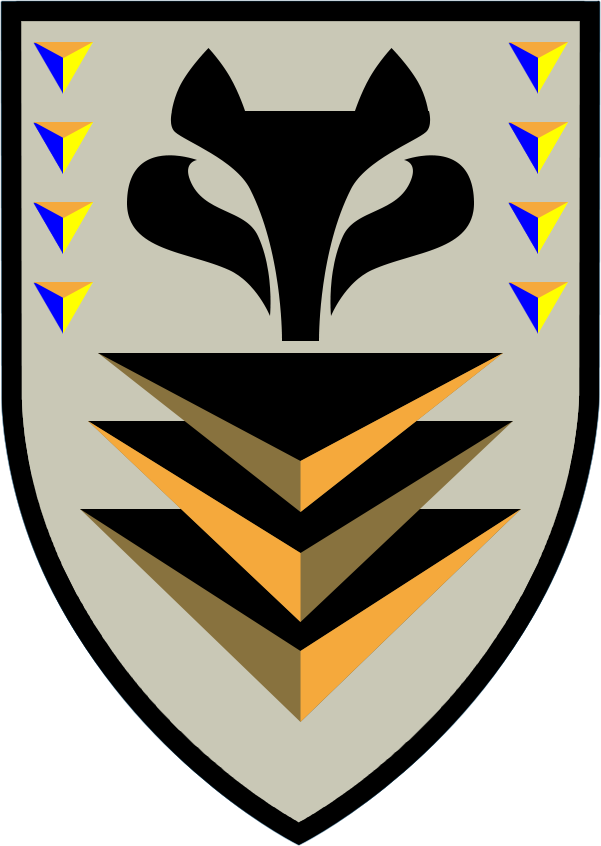
Знак отдела логистики Южного командования (Юг)

### Старые знаки и знаки объектов, которые были закрыты

Знак Общего корпуса. Использовался в войсках снабжения в 1951-1979 годах.
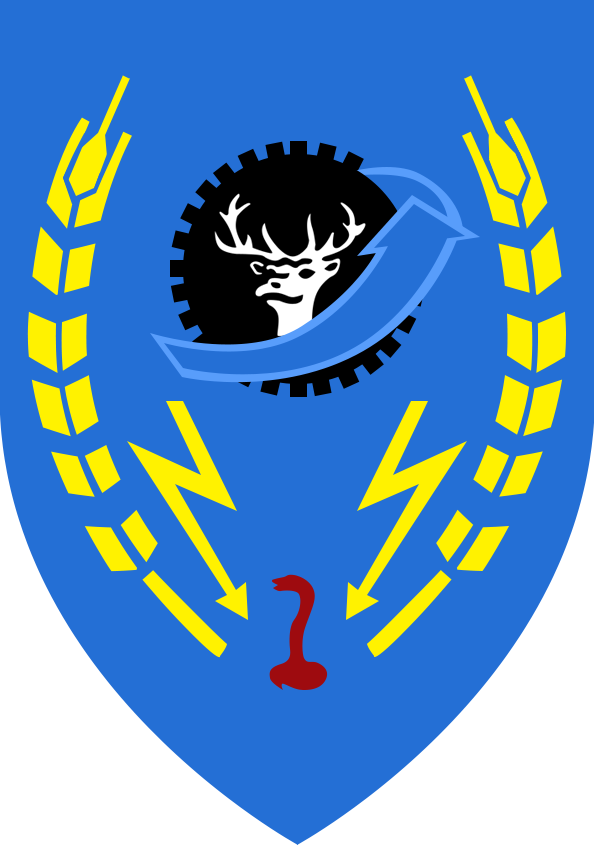
Знак отдела логистики 5003
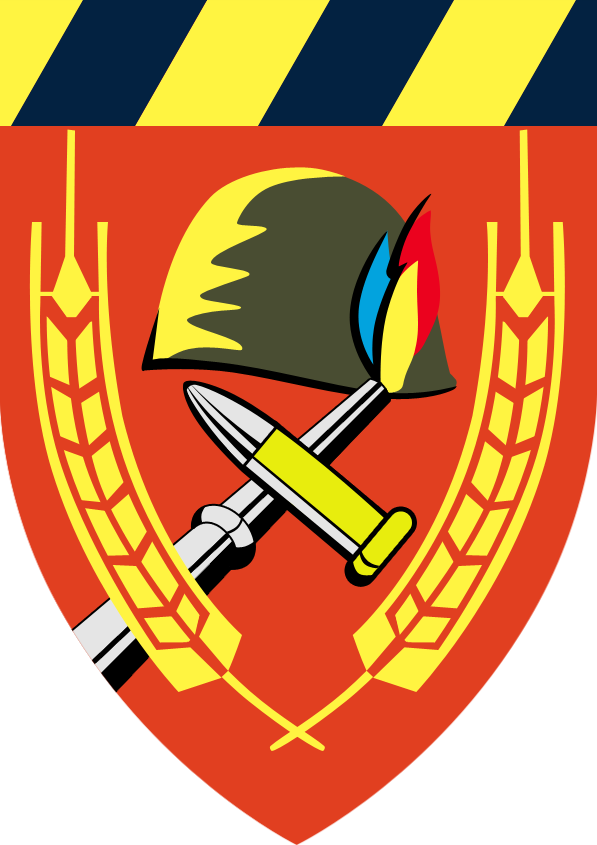
Знак отдела логистики 553 Северного командования, база Цнобар на Голанских высотах - закрыта в 2004 году
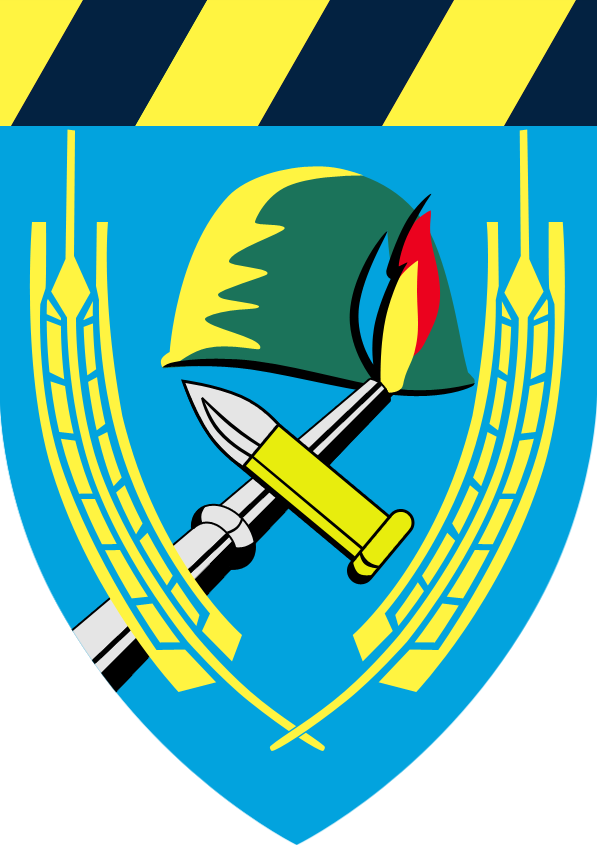
Знак 617-го отдела логистики Южного командования, база Йотам в Рефидим на Синае, а затем в Эйлате
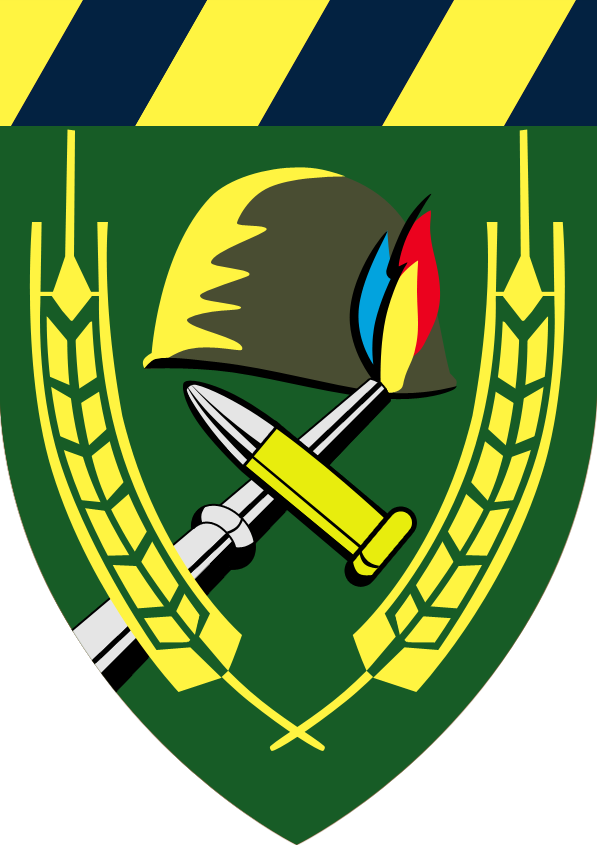
Знак центрального командного пункта снабжения
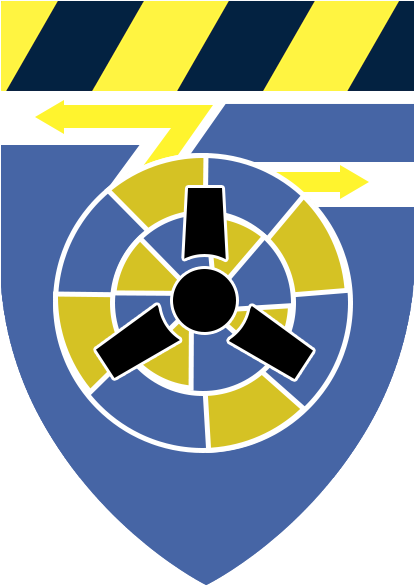
Знак Вычислительного центра логистических технологий
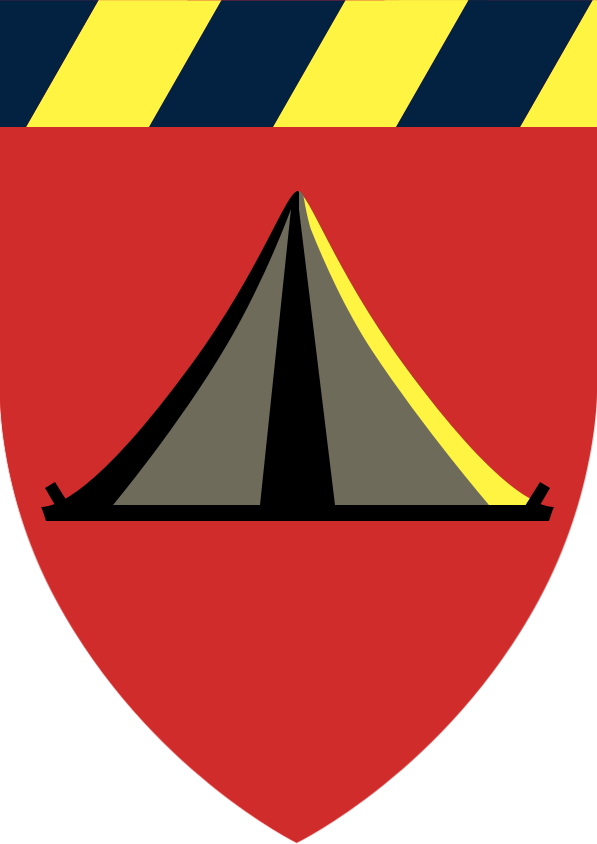
Старый знак центра оборудования
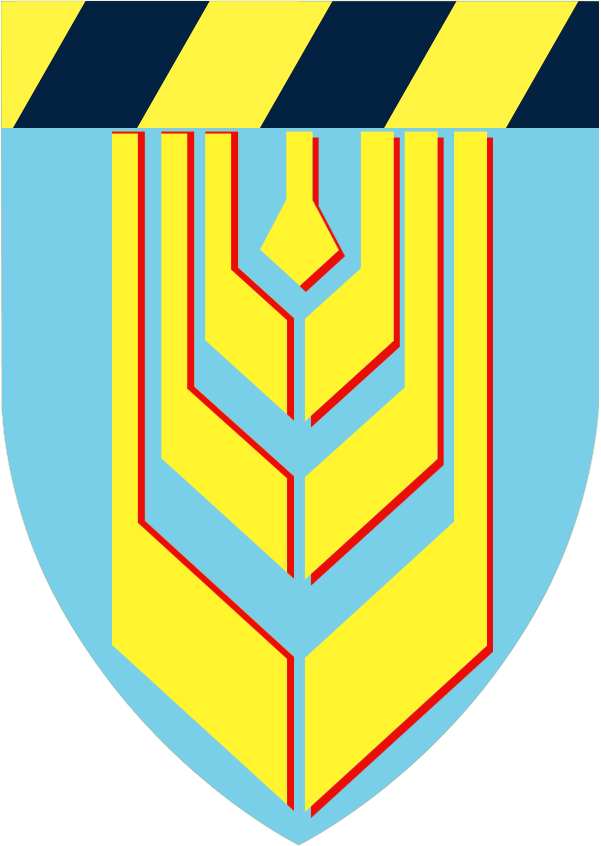
Старый знак продовольственного центра
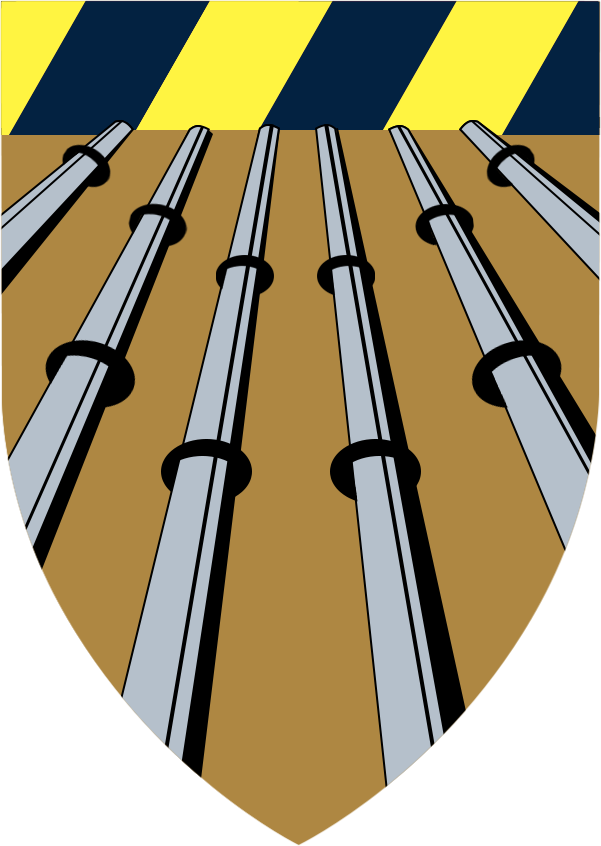
Знак топливного центра
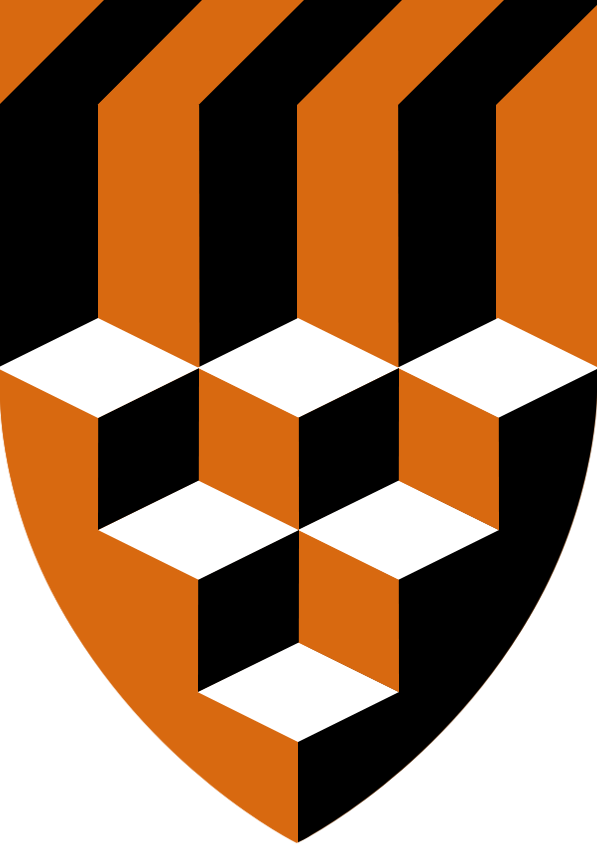
Знак строительный центр 5600 (передан в Ремонтный корпус из Инженерный корпуса в 1980-е годы, закрыт в 2012 году)
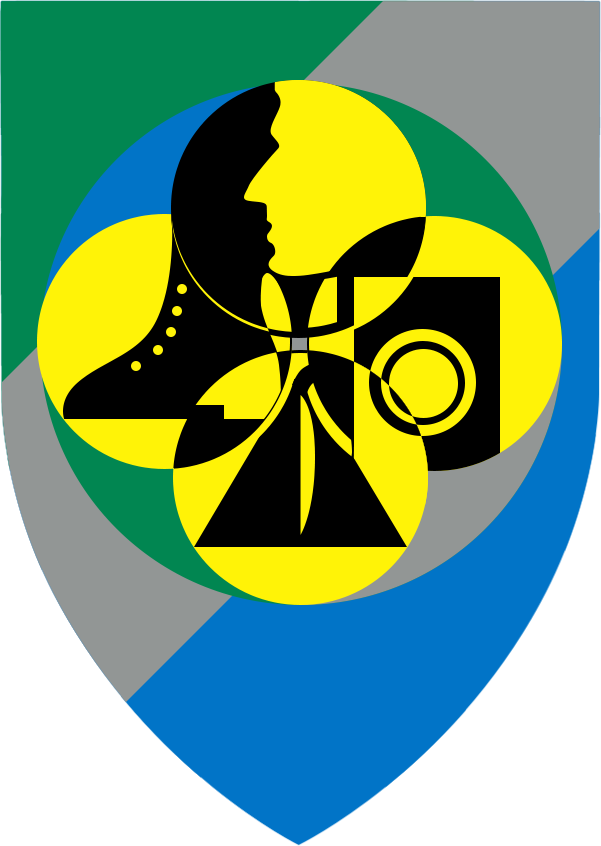
Знак  центра оборудования 6500 до объединения с Центром медицинского оборудования
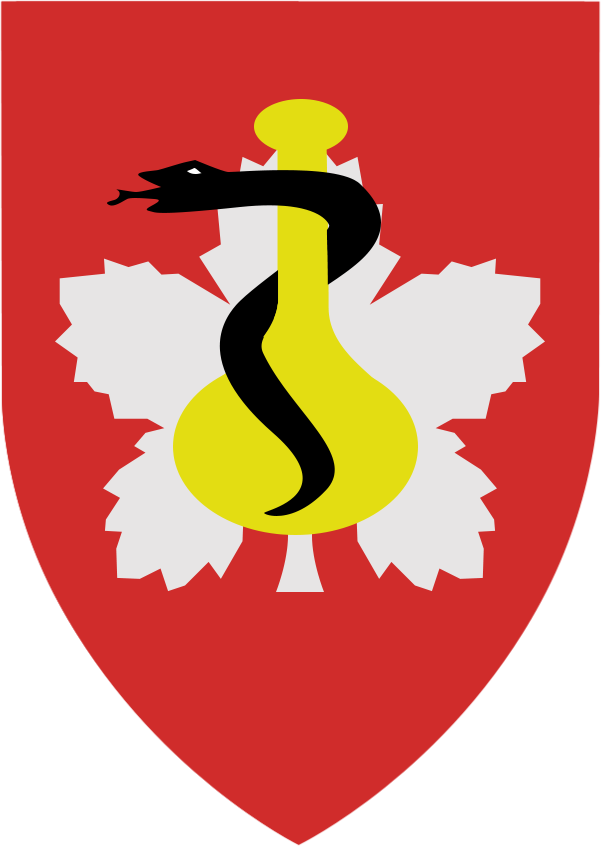
Знак Центра медицинского оборудования
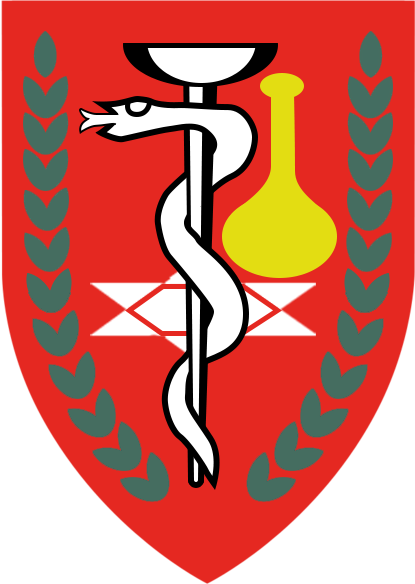
Знак Центра медицинского оборудования, последняя версия до объединения
Знак Кадетской школы

## Главные офицер по логистике
| Имя               | Срок полномочий | Примечания |
| ----------------- | --------------- | --- |
| Моше Бар-Илан     | 1947 — 1948     | Начальник службы оборудования и снабжения                                                                         |
| Шимон Мазе        | 1948 — 1949     | Начальник службы снабжения                                                                                        |
| Эммануэль Гелбер  | 1949 — 1957     | Сначала в качестве главного офицера корпуса снабжения и транспорта, а затем в качестве главного офицера снабжения |
| Ханан Деша        | 1957 — 1960     | |
| Цви Темир         | 1960 — 1964     | |
| Нэемия Кин        | 1964 — 1966     | В дальнейшем генерал-майор, глава корпуса логистики                                                               |
| Моше Гат          | 1966 — 1969     | |
| Шимон Гильбоа     | 1969 — 1973     | |
| Йоханан Гор       | 1973 — 1974     | В дальнейшем генерал-майор, глава корпуса логистики                                                               |
| Пинхас Лахав      | 1974 — 1976     | |
| Авраам Шани       | 1976 — 1980     | |
| Рами Дотан        | 1980 — 1984     | В дальнейшем председатель солдатского общества                                                                    |
| Цион Масури       | 1984 — 1986     | |
| Авраам Элпси      | 1986 — 1989     | |
| Израильские звери | 1989 — 1992     | |
| Мики Шакед        | 1992 — 1995     | |
| Дан Надив         | 1995 — 1998     | |
| Нати Эфрати       | 1998 — 2001     | |
| Рони Морено       | 2001 — 2005     | |
| Ицхак Бен-Тов     | 2005 — 2009     | |
| Муфид Ганем       | 2009 — 2013     | |
| Рон Илуз          | 2013 — 2016     | |
| Йоси Илок         | 2016 — 2020     | |
| Ронен Коэн        | 2020 — 2023     | |
| Хаим Малки        | 2023 — н. в.    | |